# Dejnowa
Dejnowa, Jezioro Dejnowo – jezioro rynnowe na Pojezierzu Mrągowskim, w województwie warmińsko-mazurskim, w powiecie kętrzyńskim, w gminie Reszel. 

## Charakterystyka
Oś jeziora ukierunkowana jest na linii północ-południe. Na północnym krańcu położona jest Święta Lipka. Tam do jeziora dopływa woda strumieniem z jeziorka Wirowego. Na południowym krańcu położona jest miejscowość Pilec. W Pilcu jest zapora wodna przy dawnym młynie, przez którą przelewa się do jeziora woda rzeki Dajny. Dajna łączy jezioro Kiersztanowskie z jeziorem Dejnowa. Wypływa z Dejnowy na wschodnim jej brzegu w Niewodnej (dawna osada z młynem wodnym – obecnie elektrownia wodna).
Linia brzegowa o długości 8600 m jest średnio rozwinięta, obrzeża są w większości wysokie. Stoki ławicy są strome, zaś dno jest urozmaicone. Jezioro należy do Łężan.

## Przyroda
Wśród flory wynurzonej występuje: trzcina, sitowie i pałka, a zanurzonej niewielkie ilości ramienic. Najczęściej występujące ryby to płoć, okoń, szczupak, węgorz i sandacz.